# Adiantum isthmicum
Adiantum isthmicum är en kantbräkenväxtart som beskrevs av B.Zimmer. Adiantum isthmicum ingår i släktet Adiantum och familjen Pteridaceae. Inga underarter finns listade.